# Campus Müngersdorf
Der Campus Müngersdorf ist eine Bildungseinrichtung in Köln, dessen geistliche Bildungsarbeit von der Personalprälatur Opus Dei verantwortet wird. Träger ist der Deutsch-Internationale-Kulturverein e.V. in Köln. Der Campus beherbergt ein Wohnheim (International College) für 46 Studentinnen, ein Ausbildungszentrum für Hauswirtschafterinnen und Hotelfachfrauen (Domestic Management) und ein Konferenzzentrum (Conference Center). Den Bewohnerinnen des Campus Müngersdorf wird ein umfassendes Bildungs- und Freizeitprogramm angeboten, das Konferenzzentrum richtet aber auch externe Veranstaltungsreihen aus.

## Geschichte
Der Campus Müngersdorf wurde Mitte der 1960er Jahre erbaut und geht zurück auf eine Initiative des Gründers des Opus Dei, Josemaría Escrivá. Die Sanierung des Gebäudes wurde im Jahr 2009 offiziell mit Geldern der NRW.Bank unterstützt.

## Konzept
Die Zielsetzung des International College ist ein „Zusammenleben im Stil eines angelsächsischen College“. Neben Wohn- und verschiedenen Gruppenräumen stehen den Bewohnerinnen eine Bibliothek, Studienräume, eine Kapelle und ein Fitnessraum zur Verfügung. Das Haus fördert eine Bildung christlicher Prägung seiner Bewohnerinnen.
Die Studentinnen sind verpflichtet, regelmäßig sogenannte Bildungsveranstaltungen, insbesondere zu theologischen Themen zu besuchen.
Das Haus wird durch Hilde Müller, selbst Mitglied des Opus Dei, geleitet. In einem Interview spricht Hilde Müller davon, dass das Opus Dei wie ihre Familie sei. Auch die Bewohnerinnen sollen sich auf dem Campus wie in einer Familie fühlen können.
Neben internen Veranstaltungen finden im Konferenzzentrum des Campus auch externe Veranstaltungsreihen statt. Ferner ist es ein Begegnungsort mit Hochschullehrern und Experten aus Wirtschaft, Politik und Kultur.
Die Bewohnerinnen des Wohnheims sind nicht im Besitz von Schlüsseln zur Haupteingangstür. Es gibt stattdessen einen Pfortendienst, welcher von den Studentinnen selbst übernommen wird. Die Pforte ist allerdings maximal bis 24 Uhr besetzt. Bleibt eine Studentin länger weg, weiß sie also, dass jemand anderes an der Tür auf sie warten muss. Ferner wird notiert, warum die Studentinnen das Haus verlassen.

## Bibliothek
Eine fundierte theologische Bildung ist das erklärte Ziel der Einrichtung. Es findet sich keine kirchenkritische Literatur in der Hausbibliothek. Die Leiterin Hilde Müller spricht davon, dass dies mit Verboten nichts zu tun habe, es ginge lediglich um „einen gewissen Schutz“.